# Glossaire de Madagascar
- Haut – A
- B
- C
- D
- E
- F
- G
- H
- I
- J
- K
- L
- M
- N
- O
- P
- Q
- R
- S
- T
- U
- V
- W
- X
- Y
- Z

## A
- Akavandra : étymologiquement « où tombe la grêle ».
- Ankazobe : étymologiquement « où il y a de grands arbres », à l’époque où la forêt était présente autour de la localité, remplacée aujourd’hui par les immensités arides des plateaux de l’ouest, ont transformé le paysage. Des plantations d’eucalyptus sont réalisées depuis près d’un siècle aux environs.
- Alaotra : le plus grand lac d'eau douce de Madagascar, situé dans la région Alaotra-Mangoro.
- Allée des baobabs : spectaculaire peuplement de baobabs de la région de Morondava, surtout des Adansonia grandidieri appelés localement Reniala.
- Aloalo : pièces de bois sculptées (ou poteaux) surmontant les tombeaux Valavato.
- Aloès : plante des pays chauds à fleurs charnues.
- Ambanja : étymologiquement « où il y a de la poudre ». cité du nord de Madagascar, au bord du canal de Mozambique, historiquement cité commerciale arabe pour la poudre à canon. Sur les bords du Sambirano, dans un bassin agricole très fertile. Sa cathédrale a été construite au début du siècle, avec l’ancienne gare en métal de Strasbourg, démontée et remontée, pièce par pièce.
- Ambala : étang de la région d'Akavandra, accessible par le fleuve Manambolo. Il est en forme de fer à cheval, et de nombreux sauriens y vivent.
- Ambalavao : cité au sud de Fianarantsoa, au milieu d’une région de vignes. La région occupée par les Betsileo, fut le théâtre d’affrontements entre les Merinas et les Bara.
- Ambato : site de tombeaux dans la région de Morondava.
- Ambatolampy : cité à 70 km au sud d'Antananarivo vers Antsirabe. Importante fabrication de marmites.
- Ambavarano : lac de la région de Tôlanaro.
- Ambohimahasoa : cité au sud d’Antsirabe.
- Ambondromamy : cité commerçante au carrefour de la RN4 et de la RN6, entre Antananarivo et Majunga.
- Amborovy : grande plage à 10 km de Majunga.
- Ambositra : cité au nord de Fianarantsoa. Bourgade Betsileo, vitrine de l’artisanat des Zafamaniry ; marqueterie et sculpture en bois (ébène, bois de rose, palissandre...).
- Ambovombe : étymologiquement « où il y a des nombreux puits ». Cité à l’ouest de Tôlanaro.
- Ampanandava : mines de mica près de Beraketa dans le sud de Madagascar.
- Ampanihy : étymologiquement « où vivent des chauves-souris ». Cité au centre d’une région sèche et aride du sud de Madagascar, zone frontière entre les territoires Mahafaly et Antandroy entre Tôlanaro et Tuléar. De nombreux ateliers réalisent des tapisseries en mohair et des tapis uniques dans leur genre, aux teintures végétales collectées en brousse environnante. Les femmes ont développé depuis des siècles leur propre commerce. À 7 km avant Ampanihy en venant de Tuléar on peut admirer l’un des plus gros et des plus impressionnants baobabs au monde.
- Anakao : le plus grand village de pêcheurs Vezo, fait de simples cabanes, au bord d’une plage de sable blanc, où se sont implantés quelques hôtels. À partir d'Anakao, on peut visiter un arrière-pays riche en curiosités : pachypodium geayi, Apocynacées, forêt de didieréas, mine de Calcite, tortues, lemurs catta, flamants du lac Tsimanampetsotsa, poissons aveugles des grottes
- Ampasimaty : étymologiquement « aux sables morts/Ancien lit d'une rivière ». Village près d'Ampondralava situé entre Ambilobe et SIRAMA. Village connu pour avoir été animé par Boeny, Bevory (Zaman'i Zory), Mahamodo ainsi que d'autres illustres gens du pays.
- Analalava : étymologiquement «Où il y a une longue forêt« . cité du nord-ouest de Madagascar, au bord du canal de Mozambique, à l’embouchure de la Loza. Immense plage recouverte par les grandes marées. Charmante cité Sakalava de type « bout-du-monde ». À proximité une colline de 226 m de haut « le ballon loza » permet d’avoir un panorama sur toute la baie.
- Andavadoaka : village de pêcheurs, au nord de Tuléar avec une belle plage. Un site du type « bout du monde ».
- Andramasina : cité de la banlieue d'Antananarivo.
- Andranokobaka ou Anjohibe : grottes située dans la partie calcaire la plus méridionale du plateau sableux du  Mahavo qui borde l’ouest de la baie de la  Mahajamba.
- Andranomavo : village de la région de Soalala qui fut la première capitale du royaume Sakalava du Boina
- Andriambe : lac de la région de Tôlanaro.
- Angap : organisme de gestion des parcs nationaux et des réserves de Madagascar. Il prélève les droits d’entrée.
- Anjohibe voir Andranokobaka.
- Ankarana : massif montagneux.
- Ankavandra : étymologiquement « là où tombe la grêle ». Point de départ de la descente de la Manambolo.
- Ankazoabo : cité au nord-est de Tuléar.
- Ankazobe : étymologiquement « où il y a de grands arbres. Il y a longtemps, la région qui fut autrefois très boisée, est de nos jours remplacée plutôt par des immensités arides. Depuis près d’un siècle, est mené un effort de reboisement avec des plantations d’Eucalyptus.
- Ankevo : petit village de pêcheurs de la région de Morondava. Beau récif corallien.
- Ankofia : chutes d’eau à 40 km d’Antsohihy, au nord de Madagascar.
- Anony : lac situé à proximité de l’océan, dans un site de toute beauté. Plages de sable blanc, bordée de filaos, pirogues et scènes de pêches dans ses eaux saumâtres.
- Antaimoro : peuples de rivage (rivage=morona) du sud-est de Madagascar. On les retrouve dans la région de Vatovavy-Fitovinany (notamment les districts de Vohipeno et de Manakara) bordant sept embouchures d’où le nom de la région Fitovinany (« sept embouchures »).
- Papier antaimoro : papier à base d’écorces d’Havoa et de plantes. La technique de fabrication a été importée, il y plusieurs siècles par les immigrants arabes implantés dans la partie sud-est de Madagascar.
- Antakaragna/ Antankarana : peuple de Ankaragna Nord Madagascar : Province d'Antsiranana.
- Antalihy : baie à l’ouest de Majunga.
- Antananarivo : capitale de Madagascar.
- Antandroy : peuple de pasteurs itinérants et austères, du sud de Madagascar, implantés dans la région la plus aride de l’île. Ils sont réputés pour leur maîtrise de la divination et des sortilèges, et réalisent de beaux bijoux en argent et des tatouages.
- Antanosy : peuple de marins et de pêcheurs de la région de Tôlanaro. Ils sont aussi connus pour être des riziculteurs, des éleveurs, des forgerons et d’habiles charpentiers. Depuis le milieu du XIXe siècle, ils ont colonisé les terres jusqu’au fleuve Onilahy, aux dépens des Bara et des Mahafaly, grâce à leur supériorité technique. En mémoire de leurs défunts, ils élèvent des pierres levées dont certaines font 6 mètres.

- Antefasy : ...
- Antsirabe : étymologiquement « où il y a beaucoup de sel ». Cité à 170 km au sud d'Antananarivo. Charmante station thermale autrefois très prisée, elle a de larges avenues bordées de platanes et des maisons à l’architecture coloniale. C’est aujourd’hui un important centre industriel et la plaque tournante du commerce des pierres semi-précieuses. Plus de 3 000 pousse-pousse offrent leur service, ils sont l’apport des Chinois venus au début du XXe siècle pour construire la ligne de chemin de fer. La région d’Antsirabe est un patchwork de petits champs et de lacs, formant un paysage agreste plein de fraîcheur, et assurant au marché de la cité un approvisionnement de choix et de nombreuses variétés de fruits et de légumes.
- Antsohihy : étymologiquement « où il y a des Sohihy ». Cité à un carrefour routier et fluvial, au nord de Madagascar.
- Aomby : zébu, bovin en général

## B
- Baie de Saint-Augustin : région de paysage typique du sud-malgache avec son bush et ses célèbres arbres Moringas Moringacées. Village de pêcheurs traditionnels construits près de l’embouchure de l'Onilahy, dans une petite baie abritée. Cimetière Vezo dans les collines.
- Baie des Assassins : important lieu de mouillage des goélettes entre Morombe et Tuléar.
- Baobab : arbre majestueux des régions tropicales au tronc énorme.
- Baomby : région autour de la mer d’Émeraude sous la bienveillance de Kako Faustine Somoudronga et de Kakolahy Rincan. Point de rencontre où convergent régulièrement la grande famille Somoudronga, Rincan, Malo, Mametsa, Narova... ainsi que d'autres Antinôsin'i Diego.
- Bara : peuple de pasteurs semi-nomades des plateaux du sud de Madagascar. Ils seraient d’origine bantoue, venus d’Afrique et apparentés aux Mbara de la région de Nyassa. Ils vouent un véritable culte à leur cheptel de zébus et aux armes, qui leur ont toujours assuré subsistance et protection. Leur culture est marquée par une forme de tauromachie, le vol des zébus, la danse et la musique.
- Barren (îles) : archipel d'îlets du canal de Mozambique, au sud de Maintirano.
- Batterie : immense plage au nord de Tuléar, en pays Vezo, bordée de belles dunes. Point de départ et retour de pêcheurs. Les Anglais y avaient construit de nombreuses casemates lors de la Seconde Guerre mondiale. Il en subsiste quelques vestiges semi-enfouis dans les dunes.
- Bealanana : étymologiquement « beaucoup de sable ». Cité de l’est de Madagascar sur les contreforts du massif du Tsaratanana. C’est le « grenier à riz » de la côte nord-ouest de Madagascar.
- Befandriana : cité de l’est de Madagascar.
- Beheloka : village de pêcheurs Vezo installé dans une baie.
- Bekily : cité entre Tuléar et Tôlanaro.
- Bekopaka : village à proximité immédiate du plateau du Bemaraha, classé sur la liste du patrimoine mondial de l'Unesco, et de ses Tsingy totalement préservés.
- Beloha : « forte tête ».
- Belo sur mer : village de la région de Morondava, situé dans une majestueuse baie protégée.
- Bemaraha : plateau de l’ouest de Madagascar, classé Patrimoine Mondial par l’Unesco
- Bemarivo : fleuve du nord de Madagascar.
- Benamba : lac d’un grand intérêt biologique situé à une cinquantaine de kilomètres d' Antsalova.
- Bengy : village historique Sakalava, où fut fondée la dynastie des Maroseranana, dont sont issus les souverains des deux grands royaumes (Menabe et Boina).
- Beravina : village au pied du Bonglava.
- Besalampy : étymologiquement « de nombreux lambas que l’on rabat sur l’épaule ». Peuple d’origine Mérinas qui ont une coutume particulière de porter de lamba en style de toge.
- Betafo : étymologiquement « beaucoup de toit ». Cette cité était avant l’existence d’Antsirabe, la capitale du Vakinankaratra.
- Betanty : étymologiquement « faux cap ». Cité la plus au sud de Madagascar.
- Betioky : étymologiquement « où il y a un grand vent ». Cité au sud-ouest de Tuléar.
- Betroka : petite cité des pasteurs Bara.
- Betsiboka : fleuve du nord de Madagascar avec des chutes tumultueuses teintées de rouge par les quantités impressionnantes de terre que charrie le fleuve.
- Betsileo : peuple de cultivateur de rizières, habitant la région centre-sud de Madagascar, l'appellation signifie « les nombreux invincibles ».
- Betsirebaka : terme général désignant plusieurs qui vient du sud (Antaimoros, Antaisaka et Antandroy) ayant migrées à Mahajanga. Ces derniers sont à la base du Rutaka, des massacres survenus à Mahajunga contre les Comoriens en décembre 1976.
- Bezaha : ancienne station thermale, aujourd’hui à l’abandon. Sources d’eau chaude à 40°.
- Boeny : baie à l’ouest de Majunga. Site de l’île d'Ansoeheribory qui fut durant les siècles précédents un important comptoir commercial.
- Bongolava : chaîne montagneuse de l’ouest de Madagascar, s’étirant sur plus de deux cents kilomètres et formant un véritable rempart naturel entre les Hautes Terres et les pays de l’Ouest. Une vaste forêt primaire occupe les hauteurs.
- Bucrâne : motif ornemental de tombeaux, constitué par une tête de bœuf sculptée.

## C
- Canyon des Singes et Canyon des Rats : deux canyons du massif de l’Isalo.
- Cirque rouge : à 2 km de la plage d'Amborovy dans la région de Majunga, c’est une zone de petites collines de latérite où de larges ravines ont été creusées par l’érosion. Les différentes couches successives se distinguent par une gamme de teintes pastels, ocre et sanguines. Les diverses couleurs de sable et de terre permettent de réaliser à la main de magnifiques bouteilles colorées, composées de motifs locaux.
- Cuvette de Doany : lieu historique et fady de la rivière de Loza où au XIXe siècle des combattants Sakalava se donnèrent la mort plutôt que de se rendre aux Merina.

## D
- Dahalo : bandits de grands chemins surtout spécialisés en vol de zébus.
- Doany : nom générique des tombeaux royaux Sakalava renfermant des reliques sacrées.
- Domergue : réserve naturelle près d'Ifaty, au nord de Tuléar, abritant la faune et la flore d’une forêt du sud-est et son fourré caractéristique d’épineux.

## F
- Fady : tabous et interdits.
- Farafangana : cité au nord de Tôlanaro sur l’océan Indien.
- Fianarantsoa : étymologiquement « le bon apprentissage ». Cité Betsileo au sud d’Antsirabe, au cœur d’une région de rizières. C’est un foyer d’intellectuels, créée par les rois Merinas, et dotée par les missionnaires et les colons de nombreux édifices culturels et religieux.
- Fitampoha : cérémonie sacrée Sakalava au cours de laquelle les reliques sont baignées. Elle se déroule à Belo tous les dix ans.
- Fomba : coutume traditionnelle Sakalava, rituels. Ils pratiquent le culte des anciens.
- Fort-Dauphin ou Tolanaro. Ville située à l’extrême sud de Madagascar.
- Fort des Portugais ou Tranovato : à 10 km à l’ouest de Tôlanaro, c’est la plus ancienne construction édifiée par les Européens à Madagascar, témoignage d’une présence portugaise qui remonte à l’année 1504.
- Fort Flacourt : fort du XVIIe siècle depuis lequel la vue s’étend jusqu’à la pointe d’Itaperina. Il subsiste les restes d’un bastion de l’enceinte, restauré dans les années 1950, le bastion contient trois canonnades (canons de navires).

## H
- Hampdo : petit village de pêcheurs.
- Horombe : haut-plateau de savane herbeuse, d’altitude 1,300 m, long d’une quarantaine de kilomètres, entre Ihosy et Ranohira, dans un paysage de termitières géantes et d’aloès, et sillonné de centaines de pistes. Il est utilisé par les pasteurs Bara pour leurs troupeaux.
- Hotely : gargotes des bords de route, pour se restaurer et acheter des produits locaux.

## I
- Ifandana : rocher, refuge fortifié, lieu d’un siège historique.
- Ifaty : cité côtière au nord de Tuléar sur le canal du Mozambique.
- Ihosy : cité au sud-ouest de Fianarantsoa vers Tuléar.
- Ilakaka : cité à 735 km au sud d'Antananarivo, à la lisière du parc national de l’Isalo. Depuis 1998, après la découverte d’un important gisement de saphirs, autrefois petite bourgade paysanne, elle s’est transformée en une ville de plus de 100 000 habitants, digne du far-west, victime de la fièvre du saphir, avec ses milliers de personnes venues tenter leur chance, ses baraques-champignons, ses bars, ses maisons closes et ses règlements de comptes. Cette fièvre a gagné tout le pays et chaque jour des centaines de personnes affluent dans la région pour tenter leur chance et laissent d’immenses trous béants. La région est boisée de baobabs géants.
- Isalo : parc national, massif montagneux de grès jurassique, s’étendant sur près de cent kilomètres dans le sens nord sud, et entaillé de profonds canyons et hérissé de pics.
- Isandra : région Betsileo.
- Ihosy : historiquement la capitale des voleurs de zébus.
- Imerina : région de hauts

## K
- Kandreho : village autrefois réputé pour la fabrication de rabane « lay masaka ». Il s'agissait d'une technique proche de l'ikat indonésien.
- Karanas : minorité musulmane d'origine indo-pakistanaise.
- Katsepy : cité de la baie de Bombetoka de la région de Majunga.
- Kivalo : site de tombeaux dans la région de Morondava.

## L
- Lamba : costume national des femmes malgaches.
- Lavakas : entailles géologiques dues à l’érosion.
- Lavanono : village de pêcheurs de la côte sud de Madagascar. Spot de surf et de funboard grâce à des conditions météorologiques exceptionnelles.
- Laza : fierté, descendant de Ndranilaza : Grand agriculteur, patriarche d'une grande famille de Bekolahy- Ampondralava Ambilobe.
- Lokaro : îles à 40 km au nord-est de Tôlanaro. Site pour la baignade et la plongée sous-marine. Nombreux îlots dont celui de Sainte Claire à proximité. Découverte des plantes carnivores : les nepenthes.
- Lovobe : site de tombeaux dans la région de Morondava.

## M
- Maevatanana : étymologiquement « où la vie est facile, douce ». Cité au sud de Majunga, ancienne résidence coloniale en 1900.
- Mahabibo : noix de cajou.
- Mahabo : étymologiquement « qui est élevé ». Région de Morondava, ensemble de tombeaux des rois Sakalava du Menabe. Majestueux baobabs.
- Mahafaly : peuple du sud de Madagascar.
- Mahajilo : rivière de l’ouest de Madagascar.
- Maintirano : étymologiquement « eau morte ». Cité maritime et de pêcheurs, entre Majunga, au nord, et Morondava, au sud. Activités de charpenterie et de réparations des bateaux.
- Majunga ou Mahajanga anciennement Mji Angaïa : étymologiquement « qui guérit ». Importante cité de l’ouest de Madagascar, c’est la cité des fleurs. Située à l’embouchure du fleuve Betsiboka en bordure de la baie de Bombetoka. Très anciens liens commerciaux avec les Comores, l’Afrique et l’Inde. Importante empreinte coloniale qui se voit dans l’architecture.
- Makay : massif montagneux de la région des Salines dans le sud de Madagascar.
- Malaimbandy : étymologiquement « qui n’aime pas le mensonge ». Cité située près de la vallée la rivière Sakeny.
- Malala : chéri(e), cher(e)/ Malala est aussi un prénom très répandu.
- Mamory : littéralement « Rassembleur » (du verbe Mamory « Rassembler », « Réunir »). Nom d'une grande famille du nord descendant de Ndranilaza. Ce dernier a eu quatre enfants : Mamory Ndranilaza, Magara Ndranilaza, Diva Ndranilaza et Soazafy Ndranilaza.
- Manakara : cité au sud-est de Fianarantsoa sur l’océan Indien.
- Manambolo : fleuve à l’ouest de Madagascar. Aéroport
- Manantanana : rivière de la vallée fertile d'Ambalavao.
- Mandrare : vallée de la Région de Tôlanaro, où sont établies d’immenses plantations de sisal, aux rangées rectilignes qui s’étendent à perte de vue.
- Maneva : site de tombeaux dans la région de Morondava.
- Mangatsa : petit lac avec une eau transparente où se sont développés en toute quiétude des « poissons sacrés » que l’on n’a pas le droit de pêcher.
- Mangily : site de tombeaux dans la région de Morondava.
- Magindrano : village à 57 km au nord de Bealanana, porte d’entrée du massif du Tsaratanana.
- Mangoky : fleuve du sud-ouest de Madagascar.
- Manja : étymologiquement « de couleur noirâtre ». Cité du pays Sakalava. La cité fut au XIXe siècle la capitale d’un petit royaume.
- Marofototra : belle plage de la région des Besalampy.
- Marohala : pointe côtière du delta fluvial au nord de Morombe sur le canal du Mozambique.
- Maromokotro : plus haut sommet de Madagascar culminant à 2 876 m.
- Maroseranana : dynastie du peuple Sakalava.
- Marovoay : étymologiquement « beaucoup de crocodiles ». Cité au sud de Majunga, ancienne capitale du royaume Sakalava de Boina, bâtie sur les rives de l’estuaire de la Betsiboka à quelque 70 kilomètres à l’intérieur des terres. Sur un site privilégié, elle joue un rôle économique important sur le plan agricole grâce à sa vaste plaine aménagée pour la riziculture intensive.
- Menabe : pays Sakalave l’ouest de Madagascar, fait de collines et de savanes. C’est aussi le nom d’une rivière. On peut y voir de majestueux baobabs.
- Mérinas : peuple des hauts plateaux d’origine indonésienne.
- Miandrivazo : cité de la région de Betafo, située sur les bords de la rivière Mahajilo, affluent de la Tsiribihina, la ville est très encaissée, entre la chaîne du Bongolava à l’est et le plateau du Bemaraha à l’ouest, cette situation lui assure le statut de « ville la plus chaude de Madagascar » avec une moyenne annuelle de 28 °C.
- Miary : village à 8 km de Tuléar. Insolite et imposant « Banian » (arbre tentaculaire).
- Migioky : anciens thermes d’eau chaude à 58 km de Bealanana.
- Mikea : forêt de la région des Salines dans le sud de Madagascar.
- Mikoboka : massif montagneux de la région des Salines dans le sud de Madagascar.
- Milely : faire l'amour.
- Mitoho : grotte située à proximité d’un lac (poissons aveugles) dans le sud de Madagascar.
- Mokonazy : jujubiers sauvages, jujubes.
- Moraingy ou Ringa : lutte à mains nues ressemblant à la boxe.
- Moringas Moringacées : étranges arbres ventrus rappelant par leur forme les baobabs.
- Morambitsy : baie à l’ouest de Majunga.
- Moramba : magnifique baie à 35 milles nautiques au nord d’Analalava, ressemblant à la Baie d'Along, avec de nombreux îlots de Tsingy et des baobabs en bord de mer.
- Morombe, le grand lagon : près de 100 km de récif corallien ininterrompu et totalement sauvage dans le sud de Madagascar. Le lagon reste encore la seule voie de communication pour la région et le transport en pirogue est essentiel pour le commerce (collecte et approvisionnement).
- Morombe, la grande plage : immense plage le long du Grand lagon de Morombe, en pays Vezo.
- Morondava  : étymologiquement « aux longues rives ». Capitale du Menabe, située sur le delta de la rivière Menabe. La ville est depuis toujours en lutte avec la mer. Elle a perdu 2 km de riches plaines cultivées (Mahamasy et Betsipangnato) en l’espace d’un siècle et demi seulement.du Menabe, située sur le delta de la rivière Menabe. La ville est depuis toujours en lutte avec la mer. Elle a perdu 2 km de riches plaines cultivées (Mahamasy et Betsipangnato) en l’espace d’un siècle et demi seulement.
- Mpitaiza : chamane par l’intermédiaire duquel il est possible de communiquer avec l’esprit d’un défunt au cours d’une cérémonie Tromba.
- Mpanjaka : personne d’autorité et de sang royal.
- Musée Mahafaly : petit musée de l’Université de Tuléar, sur les tombeaux Mahafaly (Aloalo, reconstitution de tombeaux).

## N
- Namakia : région proche de l’estuaire du fleuve Mahavavy où grâce à ses terres facilement irrigables, est cultivée la canne à sucre, laquelle est transformée en sucres et alcools.
- Nosy Be : Grande île, mythe de l’île paradisiaque. Côtes, plages et fonds complètement sauvages.
- Nosy Faho et Nosy Longo : îlots sauvages et inhabités proche d’Analalava, avec des plages paradisiaques.
- Nosy Komba : île paradisiaque du nord-est de Madagascar.
- Nosy Lava : île à 8 milles nautiques au large d’Analalava, avec trois petits villages et des tombeaux de rois Sakalava.
- Nosy Saba : îlot à 19 milles nautiques au nord d’Analalava, entouré d’un récif corallien, paradis pour la plongée.
- Nosy Sakatia : île paradisiaque du nord-est de Madagascar.
- Nosy Satrana : Île découpée et sauvage, située près d'Anakao. C’est un lieu de sépulture Vezo avec ses tombeaux ornés de peintures naïves.
- Nosy Tanikely : île paradisiaque du nord-est de Madagascar.
- Nosy Ve : Île située tout près d'Anakao. Elle fut pendant trois siècles un établissement commercial où les navires européens venaient troquer leurs marchandises en toute sécurité. La France en fit le siège de son administration pour la région du Sud-Ouest malgache. C’est au moment de l’intervention française de 1895 que Nosy Ve céda ses fonctions à Tuléar. Aujourd’hui, Nosy Ve n’est fréquentée que par quelques pêcheurs et par les passionnés de fonds sous-marins. L’île est ceinturée d’une barrière corallienne d’une grande beauté qui abrite un lagon peu profond où l’on peut admirer poissons multicolores, langoustes, coquillages et coraux de toutes formes. L’île est le seul site de nidification du phaéton à brins rouges.

## O
- Onilahy : étymologiquement « le fleuve mâle ». Fleuve du sud-ouest de Madagascar, 200 km de découverte à travers diverses forêts où l’on peut voir de nombreux lémuriens (faune et flore variées).
- Orimbato : tombeaux au sommet du Bongolava où se sont affrontées les armées Merina et Sakalava.

## P
- Papango : danse spectaculaire des Bara, lors de laquelle un homme perché en haut d’un poteau de bois, mime l’envol d’un oiseau de proie.
- Phaéton à queue rouge (Phaethon rubricauda) : oiseau commun sous les tropiques. À Madagascar, le seul site de nidification est l’île de Nosy Ve. L’oiseau fait l’objet d’une protection traditionnelle de la part des pêcheurs Vezo.
- Port-Bergé (Boriziny) : cité au nord-est de Majunga, au confluent de 3 rivières, en allant vers Antsiranana. Il s’agit d’une ville nouvelle construite sur les hauteurs après la destruction de l’ancienne par des inondations.
- Porte du Sud : passage entre deux collines jumelles, avant Ihosy.

## R
- Ranohira : cité aux portes du parc national de l’Isalo entre Fianarantsoa et Tuléar.
- Ravitoto : recette traditionnelle malgache à base de feuilles de manioc doux pilées avec un mortier ou un hachoir à viande. Il est cuit avec de l'ail et de la viande de porc.
- Rebana : tissu en fibres de raphia, a donné le français Rabane.
- Ringa ou Moraingy : lutte à mains nues ressemblant à la boxe.
- Romazava : sorte de pot-au-feu composé de viande de zébu et de brède (feuille de légumineuses) à la saveur acidulée et accompagné de riz.
- Rova : palissade de bois spécialement traitée et taillée en pointe au sommet, entourant la résidence d'un roi ou des hauts personnages du royaume.

## S
- Soalala : cité maritime du sud de la baie de Baly fondée par deux princesses de Mayotte, pour permettre aux boutres qui faisaient le trafic des esclaves pour faire relâche. Les premiers Jésuites arrivèrent à Madagascar par ce port.
- Sahanafo : ancien village, le plus proche des grottes de Tenika (3 jours de marche), dans une région boisée où l’on trouve des lémuriens.
- Saint-Louis : avec 529 m d’altitude, ce pic est un point de vue unique qui domine l’ensemble de la région et la presqu’île de Tôlanaro. Du sommet, on peut apercevoir d’est en ouest, Sainte Luce, les Îles Lokaro, la pointe Evatra, l'anse Dauphine, la pointe Libanona, la fausse baie des Galions, le cap Ranavalona, le lac Andriambe
- Sainte-Marie (cap) : cap à l’extrême sud de Madagascar.
- Sainte-Marie (île) : île au nord-est de Madagascar.
- Sakalaves :
- Sakeny : rivière de l’ouest de Madagascar affluent de la Tsiribihina.
- Sakaraha : autrefois petit bourg agricole, elle s’est récemment reconvertie dans le commerce en devenant la base arrière des acheteurs de pierres en provenance de la région d'Ilakaka.
- Santa Cruz : ancien comptoir et fort portugais à 10 km au sud de Tôlanaro.
- Sarodrano : village de pêcheurs Vezo sur les dunes à 27 km de Tuléar. Grottes.
- Satrana (« Hyphaene shatan »), espèce de palmier caractéristique avec ses larges feuilles en éventail
- Savika : sport traditionnel et initiatique qui oppose jeunes Betsileo aux zébus dans des combats à « mains nues ».
- Sihanaka : ethnie des hauts plateaux, localisée autour du lac Alaotra.
- Sinoas : minorité chinoise
- Sofia : rivière du nord de Madagascar.
- Station maritime de Tuléar : petit musée à proximité de la capitainerie. Collection de poissons dans l’alcool, coquillages, squelette de cachalot.

## T
- Tamatave ou Toamasina : le grand port de Madagascar sur la côte Est
- Tameantsoa : village situé à 30 km au nord de Ranohira.
- Tampoketsa : plateaux semi-arides à l’ouest d'Ankazobe.
- Tananarive : nom porté jusqu'en 1976 par la ville d'Antananarivo, capitale de Madagascar.
- Tandrava : butte qui domine la ville de Marovoay et sa vaste plaine.
- Tataos : petits monticules de pierres, érigés à proximité des tombes.
- Toaka gasy : alcool de fabrication locale.
- Tenika ou « grottes des Portugais » : célèbres grottes du massif de l’Isalo. Ces grottes ont été aménagées au XVIe siècle par des marins portugais ayant fait naufrage sur la côte ouest, ils trouvèrent refuge à l’intérieur de ces grottes isolées et bien protégées d’éventuelles menaces.
- Tonga Soa : « Bienvenue ».
- Trépang ou concombre de mer : holothuries cosmestibles de l’océan Indien.
- Tritrivakely : lac de la région de Betafo, logé dans un cratère profond d’une centaine de mètres.
- Tromba : cérémonie Sakalava au cours de laquelle il est possible de communiquer avec l’esprit d’un défunt.
- Tsianiki : tombeaux Sakalava, qui renferme le roi Toera, tué en août 1897 au cours de l’attaque du village royal d’Ambiky par les troupes françaises, et les princes Pierre et Georges Kamamy.
- Tsimanampetsotsa : lac de la région d'Anakao peuplé de flamants.
- Tsingy : étymologiquement « aiguilles ». Roches karstiques qui sous l'effet de l'érosion donne un aspect effilé.
- Tsiombe : étymologiquement « pays des épines ». Région très aride, en plein cœur de l'Androy. Aloès et Cactus à raquette aux fleurs jaunes, sortent leurs myriades d’épines qui lacèrent ceux qui s’approchent d’un peu trop près.
- Tsiroanomandidy : Chef-lieu de la région Bongolava. Se situe à l'ouest sur la RN1. Etymologiquement: "Ce n'est pas deux qui commandent" ent référence au roi Radama 1er.
- Tatamarina : lac de la région de Betafo.
- Tsiribihina : rivière de l’ouest de Madagascar.
- Tsitondroina : vaste territoire Betsileo.
- Tuléar ou Toliary : étymologiquement du Vezo « Toliara, l’endroit où l’on arrive », port de pêche de la côte sud-ouest.

## V
- Vadintany : émissaires spéciaux des rois Betsileo, dont la fonction était équivalente à celle des « Missi dominici »" de Charlemagne.
- Vahiny : « un hôte étranger ». La coutume veut qu'un voyageur, un étranger, soit accueilli dans une famille malgache comme "vahiny".
- Vakinankaratra : région du centre de Madagascar.
- Valavato : tombeaux du sud de Madagascar. Ces constructions, en général, mesurent de 10 à 15 mètres de côté sur une hauteur de 1 mètre environ et sont surmontées d’un Aloalo. Cependant certaines peuvent atteindre 50 mètres de côté et 1,5 mètre en hauteur.
- Vangaindrano : cité au nord de Tôlanaro sur l’océan Indien.
- Vatolahy : pierre levée mâle des tombeaux Valavato.
- Vatovavy : région du sud-est de Madagascar. pierre levée femelle des tombeaux Valavato.
- Vazahas : « un étranger blanc ».
- Vazaha zanatany : « un blanc "acclimaté" ».
- Vazimbas : premiers habitants de l’île de Madagascar.
- Vinanibe : lac immense situé à 8 km de Tôlanaro, et bordé par des villages de pêcheurs. Une succession de bras de rivière s’étirant le long de la côte et une magnifique plage de sable blanc encore vierge.
- Vézos : peuple de pêcheurs semi-nomades, de la côte sud-ouest de Madagascar, essentiellement entre Tuléar et Morombe. Ils vivent en symbiose avec l’immense lagon de 200 kilomètres, et utilisent des pirogues à balancier. Pêchés au harpon, à la pique et au petit filet, les poissons sont séchés et fumés, et servent de monnaie d’échange. Dans leur culture, la tortue de mer fait l’objet d’un rituel de sacrifice.

## Z
- Zafimanely : clan du peuple Bara.
- Zafamaniry : peuplade de sculpteurs de bois. Ils vivent dans les zones boisées autour d'Ambositra.
- Zanaka : fils/fille
- Zaza : enfant, bébé
- Zaza lahy : garçon
- Zaza vavy : fille / Nina. Exp. Menina Isabelinha est une très belle zaza vavy.
- Zébu : vache africaine, jadis animal de rang royal, c’est un élément essentiel de la culture malgache. Au-delà des fonctions agro-alimentaires, il fait office de banque, de baromètre social et a un rôle important dans les cérémonies traditionnelles.